# Michael Bronski

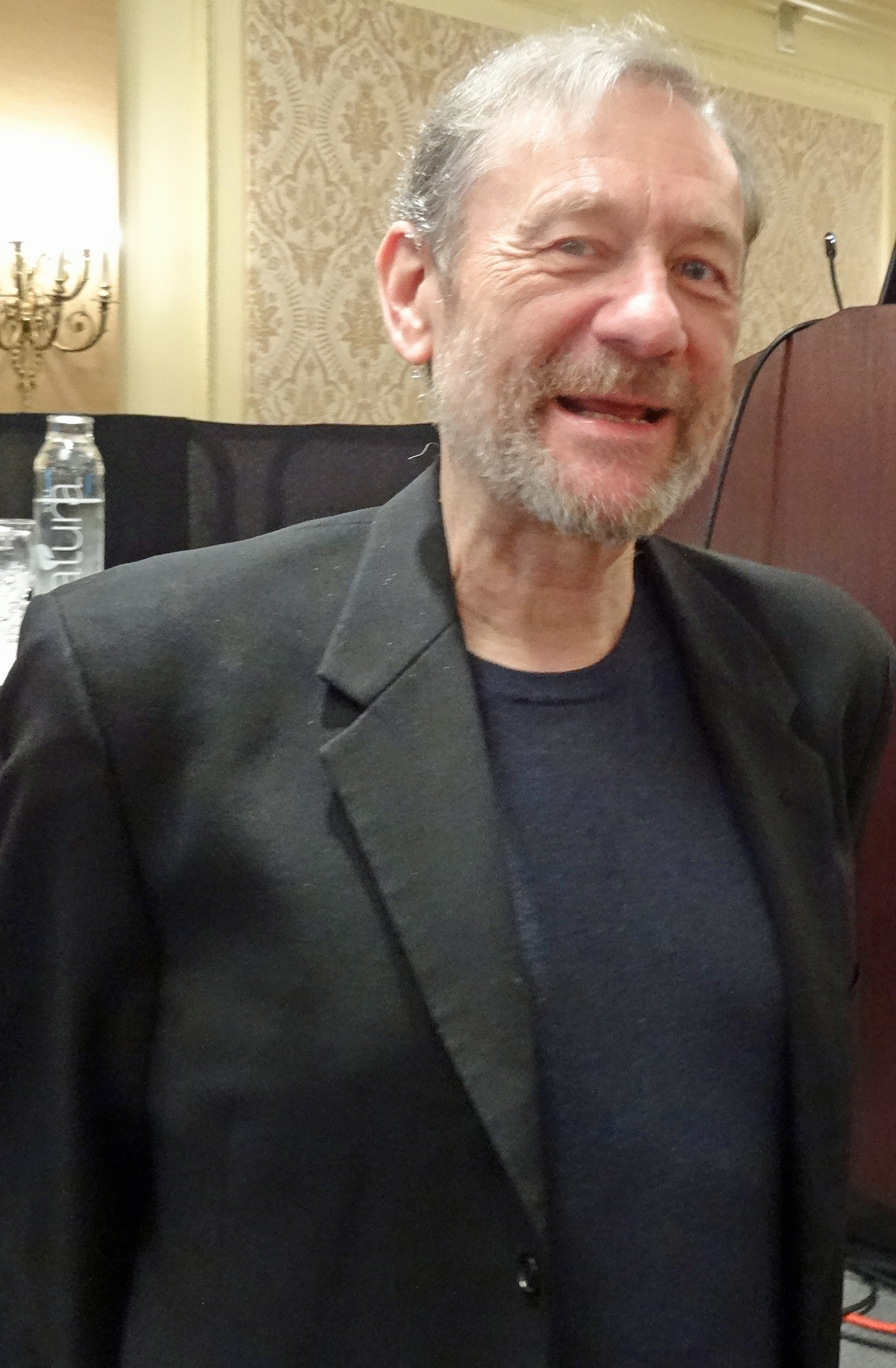
Michael Bronski (2013)

Michael Bronski (* 12. Mai 1949) ist ein US-amerikanischer Autor, Verleger, LSBT-Aktivist und Historiker.

## Leben
Als Autor veröffentlichte er mehrere Werke. Als Hochschullehrer unterrichtete er am Dartmouth College. Er wechselte danach als Hochschullehrer an die Harvard University. Seit 1969 engagiert Bronski sich in der LGBT-Politik als Aktivist, Organisator, Autor, Verleger, Herausgeber und unabhängiger Wissenschaftler. Bronski wohnt seit 1971 in Cambridge, Massachusetts. Sein langjähriger Lebensgefährte war ab 1975 der Dichter Walta Borawski, der 1994 verstarb.

## Werke (Auswahl)

### Bücher
- Culture Clash: The Making of Gay Sensibility (South End Press, 1984)
- The Pleasure Principle: Sex, Backlash and the Struggle for Gay Freedom (St. Martin’s Press, 1998)
- Pulp Friction: Uncovering the Golden Age of Gay Male Pulps (St. Martin’s Press, 2003)
- A Queer History of the United States (Beacon Press, 2011)
- You can tell just by looking: and 20 other myths about LGBT life and people (gemeinsam mit Ann Pellegrini und Michael Amico, Beacon Press, 2013)
- Considering Hate: Violence, Goodness, and Justice in American Culture and Politics (gemeinsam mit Kay Whitlock, Beacon Press, 2015)
- A Queer History of the United States for Young People (Beacon Press, Boston, 2019)

### Edierte Publikationen
- Taking Liberties: Gay Men’s Essays on Politics, Culture, & Sex (Editor, Masquerade Books, New York, 1996)
- Out-Standing Lives: Profiles of Lesbians and Gay Men. (Advisory Editor, Visible Ink, 1997.)
- Gay and Lesbian Biography (Advisory Editor, Gale Research, 1997)
- Flashpoint: Gay Male Sexual Writing (Editor, Masquerade Books, New York, 1997)
- Queer Ideas / Queer Action series (Beacon Press, 2007–2013)
- Lesbian, Gay, Bisexual and Transgender History: Critical Readings Vol. 1–4 (Bloomsbury, 2019)

## Auszeichnungen und Preise (Auswahl)
- 1997: Lambda Literary Award für Taking Liberties (als Hrsg.)
- 2012: Lambda Literary Award für A Queer History of the United States
- 2012: Stonewall Book Award für A Queer History of the United States
- Bill Whitehead Award des Publishing Triangle für sein Lebenswerk